# David Freitas
Ne pas confondre avec David De Freitas.
David Freitas (né le 18 mars 1989 à Wilton, Californie, États-Unis) est un receveur des Braves d'Atlanta de la Ligue majeure de baseball.

## Carrière
Joueur des Rainbow Warriors de l'université d'Hawaï, David Freitas est choisi par les Nationals de Washington au 15e tour de sélection du repêchage amateur de 2010.
Washington l'échange le 3 août 2012 aux Athletics d'Oakland contre le receveur Kurt Suzuki.
Le 2 décembre 2013, Freitas est avec le joueur de deuxième but Jemile Weeks échangé des Athletics aux Orioles de Baltimore en retour du lanceur de relève droitier Jim Johnson. 
Le 10 décembre 2015, il est réclamé par les Cubs de Chicago au repêchage de la règle 5.
Après avoir joué en ligues mineures avec des clubs affiliés aux Nationals, aux Athletics, aux Orioles et aux Cubs de 2010 à 2016, Freitas rejoint pour la saison 2017 l'organisation des Braves d'Atlanta.
Il fait ses débuts dans le baseball majeur le 31 août 2017 avec les Braves d'Atlanta.